# Военно-морские силы Конфедеративных Штатов Америки
Военно-морские силы Конфедеративных Штатов Америки (англ. The Confederate States Navy или сокращённо CSN) — составная часть (наряду с сухопутными силами) вооружённых сил Конфедеративных Штатов Америки. Корпус морской пехоты Конфедеративных Штатов Америки организационно входила в состав военно-морских сил. 21 февраля 1861 года ВМС были официально учреждены указом Конгресса Конфедеративных Штатов Америки.
Сферой ответственности ВМС было: проведение морских операций против торговых судов и борьба с военно-морскими силами Союза, оборона заливов и побережья от вторжений и высадок противника и прорыв морской блокады.

## История

### Создание
21 февраля 1861 года указом Конгресса Конфедеративных Штатов Америки были официально учреждены ВМС Конфедерации. Секретарём военно-морского департамента был назначен энергичный сенатор и специалист по морскому праву Стивен Мэллори (Stephen Mallory). По состоянию на февраль 1861 года ВМФ КША имел в своём составе 30 парусников, а ВМФ США — 90 парусников. Шефом бюро рангов и команд стал коммодор Сэмюэль Беррон, главой артиллерийского и гидрографического департамента был назначен коммодор Джордж Минор, шефом бюро провианта и экипировки — Джон де Бри, главой бюро медицины и хирургии — хирург Споттсвуд, а главным клерком — Эдвард М. Тидболл.
С самого начала Стивен Меллори обозначил три основные задачи флота южан в предстоящей войне с Севером:
- оборона гаваней, фортов и заливов;
- срыв военно-морских операций федералов в территориальных водах Юга и
- нападение на коммерческие суда северян.

11 июня 1861 г. командующим Береговой обороной КША был назначен известный океанограф и изобретатель Мэтью Мори. Первые подводные мины, созданные Мори и его офицерами, не отличались эффективностью: для их воспламенения использовались громоздкие и тяжёлые батареи Волластона. Затем ему удалось устранить ряд недостатков…
Были предприняты воистину героические усилия по постройке новых адмиралтейств и судоверфей и переделке захваченных южанами частично уничтоженных кораблей Союза. Эта деятельность военно-морского ведомства увенчалась определенным успехом: 27 августа 1862 года специальная комиссия конфедеративного Конгресса по флоту докладывала в своем отчете, что департамент ВМС «построил пороховую мельницу, поставляющую весь порох, необходимый нашему флоту; построены также 2 мастерские по производству двигателей, паровых котлов и механических деталей и 5 артиллерийских мастерских. Основано 18 адмиралтейств для закладки боевых кораблей и канатная фабрика, производящая все виды канатов — от каболки до 9-дюймового якорного каната, и способная выпускать не менее 8 тысяч ярдов продукции ежемесячно».

### Корабельный состав
- Главный конструктор ВМФ КША Джон Л. Портер[c] построил самый первый броненосец КША — CSS Virginia.
- В апреле 1861 года коммандер Рафаэль Сэммс, только что зачисленный во флот Конфедерации, был направлен в Новый Орлеан, где должен был переоборудовать пароход Habana в коммерческий рейдер CSS Sumter. В июне рейдер прорвал блокаду Нового Орлеана, оторвавшись от федерального шлюпа USS Brooklyn[англ.]. Выход на океанский простор положил начало карьере одного из самых успешных рейдеров в морской истории[2]. Во время шестимесячного плавания Sumter действовал против судоходства федералов в Карибском море и Атлантике, перехватив 18 судов противника. В январе 1862 года кораблю потребовался ремонт, и Сэммс решил увести рейдер в Гибралтар. Но вскоре после его прибытия порт был блокирован подоспевшими туда кораблями северян. Сэммс, видевший, что прорвать блокаду нельзя, продал корабль британским хозяевам Гибралтара и вместе с командой убыл в Англию, где позже получил известие о присвоении ему звания капитана I ранга.
- В 1862 г. находившийся в Англии капитана I ранга Рафаэль Сэммс получил приказ прибыть на Азорские острова, где должен был наблюдать за оснащением нового рейдера — недавно построенного в Британии парохода Enrica. Судну, переименованному в CSS Alabama, суждено было стать самым известным рейдером Конфедерации. В 1862 г. с беркенхедской верфи сошёл крейсер по имени «Алабама». Приписанный к порту Мобил, сей крейсер стал легендой конфедератского флота. И вместе с тем, одним из последних деревянных боевых кораблей. Замаскированный под прогулочную яхту, крейсер имел уникальные конструктивные особенности – такие, как телескопическая паровая труба (убиравшаяся внутрь для дезориентации противника) и подъёмный механизм рулевого весла (для увеличения хода под парусами). А на штурвале командир «Алабамы» Рафаэль Сэммс начертал девиз: «Каждый из нас – кузнец своей судьбы!». Судьба крейсера «Алабама» оказалась яркой и трагичной. — пишет К. Э. Козубский[3]. Сэммс командовал кораблём с августа 1862 года по июнь 1864 года. В ходе рейда корабль действовал в водах Атлантики, Мексиканского залива, а затем, обогнув Мыс Доброй Надежды, и у берегов Ост-Индии. Добычей рейдера стали 65 судов северян и вооружённый пароход USS Hatteras[англ.], потопленный в скоротечном бою близ Галвестона (Техас).
- Броненосец CSS Albemarle представлял собой бронированную плоскодонку, вооружённую крепким дубовым носовым выступом, обшитым сверху стальными пластинами.
- 16 февраля 1864 года в состав флота КША вступил броненосец «Теннесси», построенный на верфи в Сельме[d]. 5 августа 1864 года «Теннесси», получивший огромные повреждения в неравном бою в заливе Мобил, капитулировал и вошёл в состав флота янки.
- Подводная лодка H. L. Hunley.
- CSS Shenandoah[англ.].
- В 1864 году на верфи Бордо, Франция, построен CSS Stonewall.
- CSS Texas.

## Знаки различия
| размещение знаков различия | Адмирал (1864)     | Флаг офицер (командор, флаг капитан) | Капитан | Командер | Лейтенант | Мастер | Мичман, выдержавший экзамен | Мичман |
| -------------------------- | ------------------ | ------------------------------------ | ------- | -------- | --------- | ------ | --------------------------- | ------ |
| нарукавные знаки различия  | 5-полосный вариант |                                      |         |          |           |        |                             |        |
| плечевые знаки различия    | 5-звездный вариант |                                      |         |          |           |        |                             | (нет)  |
| головные уборы             | 5-звездный вариант |                                      |         |          |           |        |                             |        |

### Боцман и старшины
|       | Боцман | Старшина (Помощник боцмана и эквивалент) | Старшина (Квартирмейстер и эквивалент) | Матрос |
| Рукав |        |                                          |                                        |        |